# Садки (Кам'янський район)
Садки (рос. Садки; рум. Sadchi) — село в Кам'янському районі в Молдові (Придністров'ї). Входить до складу Катеринівської сільської ради. Населення становить 40 осіб.

## Демографія
Село, практично вимерло. Так, у 1988 році населення ще складало 40 осіб, а вже на 2004 залишилося лише 9.
Всі мешканці - етнічні українці.